# Kakigōri

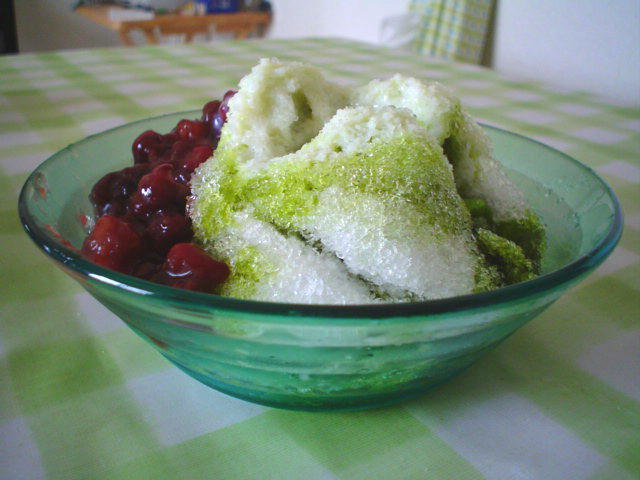
Kakigōri.

El kakigōri (かき氷?) es un postre japonés hecho de hielo convertido en nieve de hielo por medio de una máquina con cuchillas y aderezado con sirope.
Incluyen sabores populares como: fresa, limón, té verde, uva, melón, Blue Hawaii y otros. Se endulza con leche condensada que a veces se agrega sobre el hielo. Es similar a un granizado pero tiene una consistencia más fina y siempre se debe usar una cuchara para comerlo.
Se encuentra en festivales, tiendas de conveniencia, supermercados, cafeterías; durante los meses calurosos del verano, el kakigōri se vende virtualmente en cualquier lado del Japón durante la época de verano. Algunas cafeterías lo sirven con helado y pasta de frijol dulce (anko). Algunos kakigōri suelen llamarse también mizore (みぞれ, aguanieve).

## Historia
Los orígenes de kakigōri se remontan al siglo XI, cuando los bloques de hielo salvados durante los meses más fríos eran afeitados y servidos con jarabe dulce a la aristocracia japonesa durante el verano. Kakigōri se hizo más accesible en el siglo XIX, cuando el hielo se hizo más accesible al público en general durante el verano.

## Preparación
Para su preparación se utiliza una máquina especial generalmente eléctrica, aunque los vendedores ambulantes utilizan una que tiene cuchillas y una manivela para convertir el bloque de hielo en nieve de hielo.